# Dzień kangura
Dzień kangura – program rozrywkowy oparty na hiszpańskim programie Un canguro Muy Famoso emitowany przez telewizję Polsat od 1 września do 15 grudnia 2007 roku. Jego prowadzącymi byli Agata Młynarska i Jerzy Kryszak, a producentem firma Endemol Polska.

## Formuła programu
W każdym odcinku udział brały dwie gwiazdy, które opiekowały się pięciorgiem dzieci pod nieobecność w domu rodziców. Program składał się z dwu części: studyjnej i filmowej. W części filmowej oglądano, jak gwiazdy radziły sobie z wychowaniem dzieci, a w części studyjnej w sposób humorystyczny omawiano te materiały. Zwyciężała osoba, która zebrała więcej głosów od dzieci na najlepszą nianię.

## Gwiazdy opiekujące się dziećmi
| Numer odc. | Data emisji          | Pierwszy/a opiekun(ka) | Drugi/a opiekun(ka)   |
| ---------- | -------------------- | ---------------------- | --------------------- |
| 1          | 8 września 2007      | Paweł Golec            | Rafał Mroczek         |
| 2          | 15 września 2007     | Hanna Śleszyńska       | Dariusz Michalczewski |
| 3          | 22 września 2007     | Edyta Herbuś           | Mariusz Pudzianowski  |
| 4          | 29 września 2007     | Anna Guzik             | Zbigniew Buczkowski   |
| 5          | 6 października 2007  | Marzena Kipiel-Sztuka  | Michał Wiśniewski     |
| 6          | 13 października 2007 | Tomasz Karolak         | Łukasz Płoszajski     |
| 7          | 20 października 2007 | Edyta Górniak          | Maciej Orłoś          |
| 8          | 27 października 2007 | Krzysztof Ibisz        | Marcin Prokop         |
| 9          | 3 listopada 2007     | Radosław Majdan        | Michał Koterski       |
| 10         | 10 listopada 2007    | Emilia Krakowska       | Marcin Miller         |
| 11         | 17 listopada 2007    | Andrzej Grabowski      | Joanna Liszowska      |
| 12         | 24 listopada 2007    | Tomasz Kammel          | Arkadiusz Jakubik     |
| 13         | 1 grudnia 2007       | Rafał Bryndal          | Krystyna Czubówna     |
| 14         | 15 grudnia 2007      | Krzysztof Skiba        | Justyna Steczkowska   |